# Charles Soong
Charles Jones Soong of Soong Yao-ju' (1863/1866 – 3 mei 1918) (jiaxiang: Hainan, Wenchang 海南文昌) was een Chinees revolutionair en zendeling. Charles ('Charlie') Soong, een Hakka, bekeerde zich op vijftienjarige leeftijd tot het christendom, studeerde theologie en was daarna vanaf 1885 missionaris (voor de methodisten) in China. Charlie Soong werd een succesvol zakenman en uitgever van Chinese Bijbelvertalingen. Toen hij door zijn zoonloze oom werd geadopteerd heette hij voortaan niet meer Han Jiaozhun maar Song Jiashu/Soong Yao-ju
In januari 1886 trouwde hij in Shanghai met Ni Kwei-tseng. Zij kregen zes kinderen, waaronder:
- Soong Ai-ling, secretaresse van president Sun Yat-sen van China
- Soong Chin-ling, vrouw van Sun Yat-sen en erevoorzitster van de Chinese Volksrepubliek sinds 1949
- Tse-Ven Soong, vertrouweling van Chiang Kai-shek en president van de Chinese Nationale Bank in de jaren twintig en dertig
- Soong May-ling, vrouw van president Chiang Kai-shek en politica